# Чернєв Єгор Володимирович
Чернєв Єгор Володимирович (нар. 5 лютого 1985, Бердянськ, Запорізька область, Українська РСР) — український політик, народний депутат України IX скликання, заступник голови Комітету Верховної Ради України з питань національної безпеки, оборони та розвідки, Голова Постійної Делегації України у Парламентській Асамблеї НАТО, заступник голови Консультативної ради з питань забезпечення прав і свобод захисників України.

## Життєпис
Єгор Чернєв народився 5 лютого 1985 року у Бердянську. Має вищу освіту.

### Освіта
У 2017 році навчався у King's Business School, King's College London (Велика Британія, Лондон).
У 2008 році отримав диплом магістра Київського національного економічного університету імені Вадима Гетьмана.

### Підприємницька діяльність
У 2007 році Єгор Чернєв був призначений на посаду генерального директора компанії «New Media Projects», що працювала на ринку телекомунікації та ІТ. Продовжуючи ще рік нею керувати у 2012 році також став генеральним директором компанії «Starlight Digital Sales».
У 2013 році покинув обидві компанії та заснував стартап Wanna зі збору та аналізу даних із соцмереж.

### Громадсько-політична діяльність
З початком російсько-української війни 2014 року добровольцем пішов до Національної гвардії України.

У вересні 2018 року заснував громадську організацію «ІННОВАЦІЙНА НАЦІЯ». Підготував пропозицій для Уряду щодо стимулювання інновацій та розвитку Індустрії 4.0, що увійшли до програмного урядового документу «Концепція розвитку цифрової економіки та суспільства України на 2018—2020 роки».

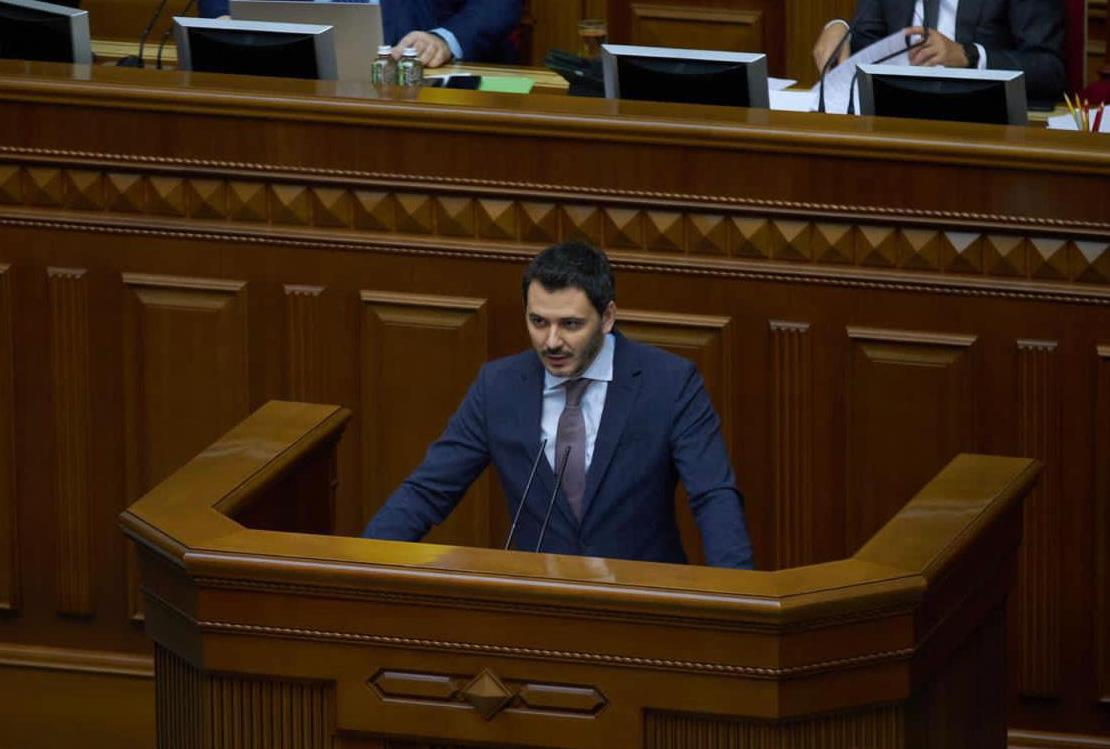
Єгор Чернєв у Верховній Раді України

На парламентських виборах 2019 року був обраний народним депутатом від партії «Слуга народу», будучи № 26 у партійному списку. Безпартійний. Заступник голови Комітету Верховної Ради України з питань цифрової трансформації, голова підкомітету цифрової економіки, інноваційного розвитку та електронного бізнесу (серпень 2019 - жовтень 2022). Голова Постійної Делегації України у Парламентській Асамблеї НАТО. 12 грудня 2019 року увійшов до складу Міжфракційного об'єднання «Гуманна країна», створеного за ініціативи UAnimals для популяризації гуманістичних цінностей та захисту тварин від жорстокості. У жовтні 2019 Єгора Чернєва було обрано головою міжфракційного об'єднання «Free Markiv». Ціллю об'єднання стало звільнення та повернення до України українського нацгвардійця Віталія Марківа, якого було засуджено в Італії до 24 років позбавлення волі за звинуваченнями у загибелі під час мінометного обстрілу під Слов'янськом в 2014 році італійського журналіста Рокелл 
У березні 2020 Єгор виступив проти створення Консультативної ради в Тристоронній контактній групі за участі представників ОРДЛО. Чернєв вимагав вивести колишнього прем'єр-міністра України Вітольда Фокіна зі складу української делегації в Тристоронній контактній групі з урегулювання ситуації на Донбасі. 30 вересня 2020 Президент України Володимир Зеленський підписав указ про звільнення Фокіна.
У березні 2020 Чернєв ініціював збір підписів до Секретаря РНБО Олексія Данілова з проханням звільнити його радника Сергія Сивоху. Головною причиною стало те, що Сивохо на власній презентації "Національної платформи примирення та єдності" на Донбасі говорив про внутрішній конфлікт, а не війну проти Росії. 30 березня Сивоха було звільнено.
У січні 2021 Чернєв був першим депутатом з фракції «Слуга народу», хто публічно виступив за виключення Олександра Дубінського з фракції, після того як Міністерство фінансів США ввело санкції щодо нього через втручання у вибори США. 1 лютого 2020 Дубінського виключили з фракції «Слуга народу».
Чернєв був першим з депутатів фракції «Слуга народу», хто висловив публічну позицію проти намагання Ігоря Коломойського повернути «Приват банк». Єгор вимагав підтримати законопроєкт про банки № 3260, який унеможливлював відміну рішення НБУ про націоналізацію/ліквідацію банків та повернення компенсації з Державного бюджету їх попереднім власникам. Законопроєкт залишався останньою умовою для продовження співпраці з МВФ. У травні 2020 законопроєкт було підтримано 270 депутатами.
7 грудня 2020 року Єгор Чернєв внесений в списки спеціальних економічних санкцій Росії.[недоступне посилання]
У жовтні 2022 року став заступником голови Комітету з питань національної безпеки, оборони та розвідки, звільнившись з посади заступника голови Комітету з питань цифрової трансформації.